# Trisulfure de diactinium
Le trisulfure de diactinium est une substance composée de soufre et d'actinium.